# Les liaisons dangereuses (filme)
Les liaisons dangereuses (Brasil: As Ligações Amorosas / Portugal: As Ligações Perigosas) é um filme ítalo-francês de 1959 dirigido por Roger Vadim.
O roteiro, de Roger Vailland, Claude Brulé e do próprio Vadim, é uma adaptação do livro homônimo de Choderlos de Laclos.
O elenco conta com Jeanne Moreau e Jean-Louis Trintignant, entre outros.